# 極道車魂：舊金山
《極道車魂：舊金山》是一款以開放世界為主的動作冒險遊戲，由育碧回聲開發，育碧軟體發行，遊戲在2010年E3展正式公開，於2011年9月1日、2日、6日分別發行PS3與Xbox360版本於澳洲、歐洲、北美，而PC版則是在9月27日。

## 遊戲介紹
在本部作品中新增了創新的遊戲系統─車魂轉移(Shift)，簡單的來說就是透過靈魂出竅的方式來瞬間移動，而其中的構想就是來自於Google Earth，這個遊戲系統取代了2代的"重回根部"的系統，可以讓玩家不用再換車前得回到自己的車上，但開發商認為太多遊戲都擁有這個特色了，並認為「複製相同的機制並不是我們要的」，透過這個模式，玩家可以啟動任何任務。

除此之外，遊戲的另外一個特色就是"瞬間加速"模式，這個模式的原理就像彈弓一樣，拉得越長，彈出去的距離就越遠，當然也使用這個模式去攻擊車輛，遊戲還保留前部作品的"影片導演"模式，玩家可以分享自己錄製的影片並上傳到官方俱樂部(但之後這個俱樂部被移除)。遊戲以60fps進行。

## 開發
這款遊戲花費了將近5年的時間來開發。在2005年東京電玩展官方宣布即將開發極道車魂的新作品。

## 評價
遊戲獲得許多正面肯定，其中的關鍵點就是創新的遊戲機制和多人遊戲，但是故事劇情卻被批為滑稽。PC版本被指出燈光效果比Xbox 360和PS3差，
遊戲獲得Ripten所頒發的2010年E3展最佳競速類遊戲，同時也被Kotaku和GameTrailers提名
而官方宣稱遊戲的銷售量已經超出了最新一季財務報表的預期。